# Vesele, Markivka
Vesele (în ucraineană Веселе) este un sat în comuna Kabîcivka din raionul Markivka, regiunea Luhansk, Ucraina.

## Demografie
Componența lingvistică a localității Vesele
     Ucraineană (97,72%)
     Rusă (2,03%)
Conform recensământului din 2001, majoritatea populației localității Vesele era vorbitoare de ucraineană (97,72%), existând în minoritate și vorbitori de rusă (2,03%).